# Xian de Guzhang
Le xian de Guzhang (chinois simplifié : 古丈县 ; pinyin : gǔzhàng xiàn) est un district administratif de la province du Hunan en Chine. Il est placé sous la juridiction de la préfecture autonome tujia et miao de Xiangxi.

## Démographie
La population du district était de 136 522 habitants en 1999.
Une importante population Tujia y est présente.

## Géographie
Le xian est traversé par le massif de Wuling, et y comporte un point culminant à 1 146 mètres. Il est également traversé par la rivière You Shui.
Une forêt de pierres rouges, nommée localement Hongshilin (红石林), y est présente dans le bourg de Hongshilin.
La Mengdong he (猛洞河 ou rivière Mengdong) et ses chutes d'eau y passe également.